# Svingelskogen
Svingelskogen är en turnerande musikal för barn som startades 1985 av Monica Forsberg med flera.
Svingelskogen är en sagovärld befolkad av ett antal djur.
Musikalen startade upp 1985 i Degerfors-, Karlstads-  
och Karlskogaområdet av personer som Monica Forsberg, Kerstin Andeby, Peter Wanngren, Bertil Engh och Lennart Olsson.
1995 släpptes "De bästa sångerna" som var en samlingsskiva för att markera tioårsjubileet, och 1996 släpptes sedan en kortare saga. En tid efter lämnade både Kerstin och Peter Svingelskogen för andra åtaganden med Musikrummet och Barnens Katedral i Karlstad. 
Svingelskogen lades till vila fram till början på 2000-talet, då musiksagan "Kantarellpriset" släpptes med en efterföljande folkparksturné. Det blev ett positivt mottagande, många som själva var barn/ungdomar när Svingelskogen turnerade på 80-talet var nu själva föräldrar och ville ta med sina egna barn till "skogen".

## Tidigare medlemmar
- Kerstin Andeby (Wanngren): Kirre Kurre Ekorre
- Stefan Berglund: Älgen
- Jenny Björndahl: Robin Skogsmus
- Jimmy Björndahl: Kalle Munter Skogsmus
- Mia Kihl: Ulli Uggla, Nusse Skogsmus
- Sonja Kjellander: Isabella Isbjörn
- Ulf Källvik: Love Lodjur
- Anna Nyman: Svarta Kråkan
- Lennart Olsson: Vimsiga Julle Mullvad
- Acke Svensson: Älgen
- Peter Wanngren: Smartur Räv

## Nuvarande medlemmar
- Hasse Andersson: Isak Isbjörn
- Hans-Peter Edh: Smartur Räv
- Bertil Engh: Gnutte Grävling
- Monica Forsberg: Långhoppa Hare
- Ulf Källvik: Mårre Mård
- Christina Lindberg: Kirre Kurre Ekorre
- Nils Mauritzson: Vimsiga Julle Mullvad

## Utgivningar
Kassett & CD
Svingelskogen (1987, återutgiven 2003?)
Kalle Munter blir trollkarl (1989)
Vem räddar skogen? (1989)
Den förtrollade kärran (1991)
Långhoppas födelsedag (1991)
Smartur Räv provar fiskelyckan (1992)
Den hemliga grottan (1993)
Den blå stenen (1995)
De bästa sångerna (1995)
Det stora kalaset (1996)
Kantarellpriset (2001)
Ett bus för mycket (2003)
VHS
Den hemliga grottan (1998?)
Ett bus för mycket (2003)
Bok
Laga mat med oss i Svingelskogen (2003)